# Марго Фонтейн
Дама Марго Фонтейн (англ. Dame Margot Fonteyn), уроджена Маргарет Хукем (Margaret Hookham; 18 травня 1919, Рейгейт, Велика Британія — 21 лютого 1991, Панама) — артистка балету, прима-балерина лондонського Королівського балету, постійна партнерка Рудольфа Нурєєва після його втечі з СРСР, дружина панамського юриста і дипломата Роберто Аріаса, сина колишнього президента Панами, Армодіо Аріаса.

## Біографія
Марго Фонтейн почала займатися балетом у віці чотирьох років разом зі своїм старшим братом у педагога Грейс Босустоу. У віці восьми років разом з родиною переїхала в Шанхай, де її батько працював інженером на тютюновій фабриці. Продовжила там заняття в студії російського емігранта Георгія Гончарова.
У 1933 році, у віці чотирнадцяти років, повернулася з матір'ю в Лондон (її батько був інтернований японцями під час Другої світової війни). Почала займатися в балетній студії Нінет де Валуа, де її педагогами були Ольга Преображенська и Матільда Кшесінська. У 1934 році дебютувала на сцені в складі балетної трупи «Вік-Уеллс», якою керувала де Валуа. Юна виконавиця відразу сподобалася і критикам і публіці м'якістю свого танцю.
Після того, як з трупи пішла прима-балерина Алісія Маркова, Марго зайняла її місце. Будучи солісткою, виконувала головні партії в постановках таких балетів, як «Лебедине озеро», «Жизель», «Спляча красуня». Всі свої партії в класичних балетах Марго відпрацьовувала з Вірою Волковою в її приватній лондонській студії. Волкова стала для балерини тим педагогом, який допоміг в повній мірі розкритися її артистичному таланту. Удосконалювала свою майстерність у відомого балетного педагога Валентини Переяславець.
Після війни танцювала прем'єри таких балетів Фредерік Ештона як «Дафніс і Хлоя» (1951), «Сільвія» (1952) и «Ундіна» (1958). Останній спектакль танцювала на сцені московського Большого театру під час гастролей в СРСР (1961).

## Дует з Нурєєвим

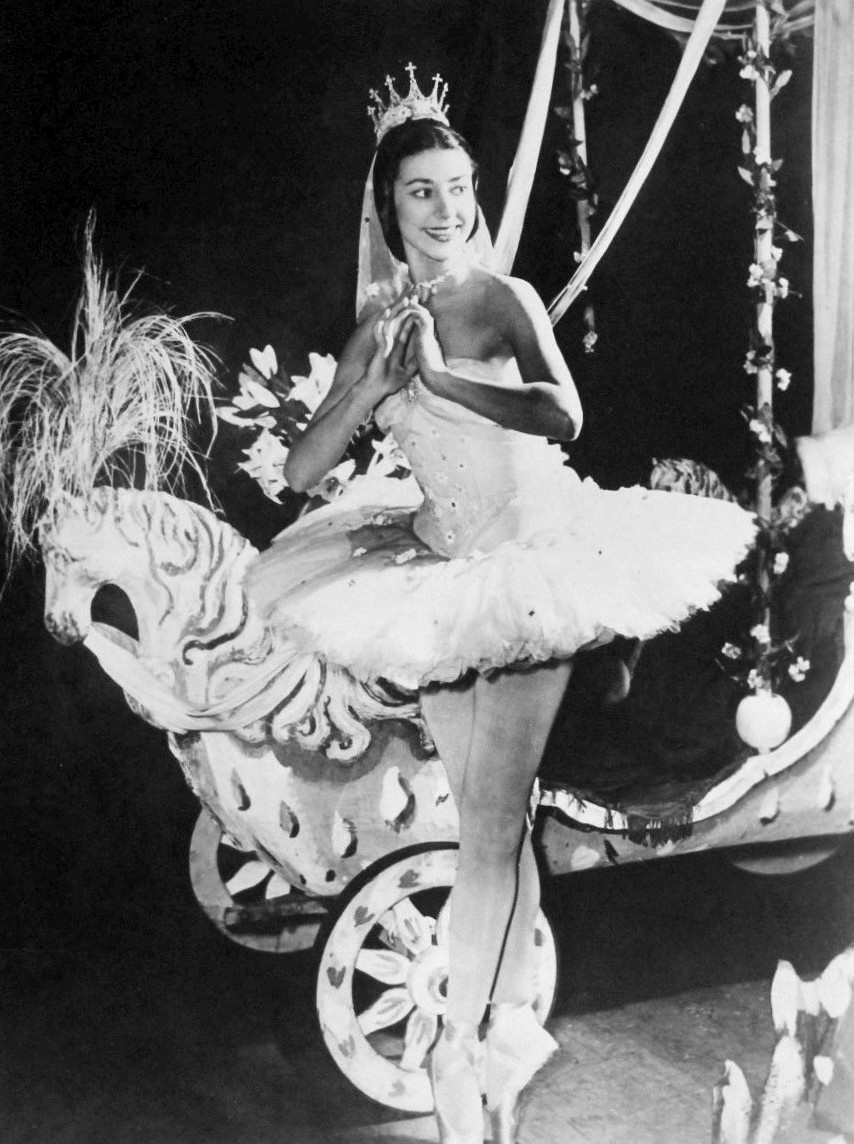
Марго Фонтейн в балеті «Попелюшка», 1957 рік.

У 1961 році, у віці 42 років Марго Фонтейн зустрілася з 23-річним Рудольфом Нурєєвим. Він приїхав в Лондон на влаштований Марго благодійний концерт на користь Королівської академії танцю. Хоча Марго в цей час вже збиралася закінчувати свою артистичну кар'єру, після особистої зустрічі вони вирішили спробувати танцювати разом. Після виступу у балеті «Жізель», вони мали небувалий успіх: коли артисти вийшли на поклон, їх зустріли небаченими оваціями. «Емоційний запал Нурєєва став ідеальним контрастом виразній чистоті Фонтейн, що народжується з незайманих запасів пристрасті і повітряної грації» — так описала їх дует Діана Солуей.
У 1963 році Ештон спеціально для них поставив балет «Маргарита і Арман» на музику Ференца Ліста.
Рудольф і Марго танцювали разом більше п'ятнадцяти років, вони багато гастролювали по світу, виступаючи в різних театрах. Незважаючи на велику різницю у віці, їх дует вважається одним з найбільш значущих в історії класичного танцю.
Марго Фонтейн закінчила свою танцювальну кар'єру наприкінці 1970-х років.

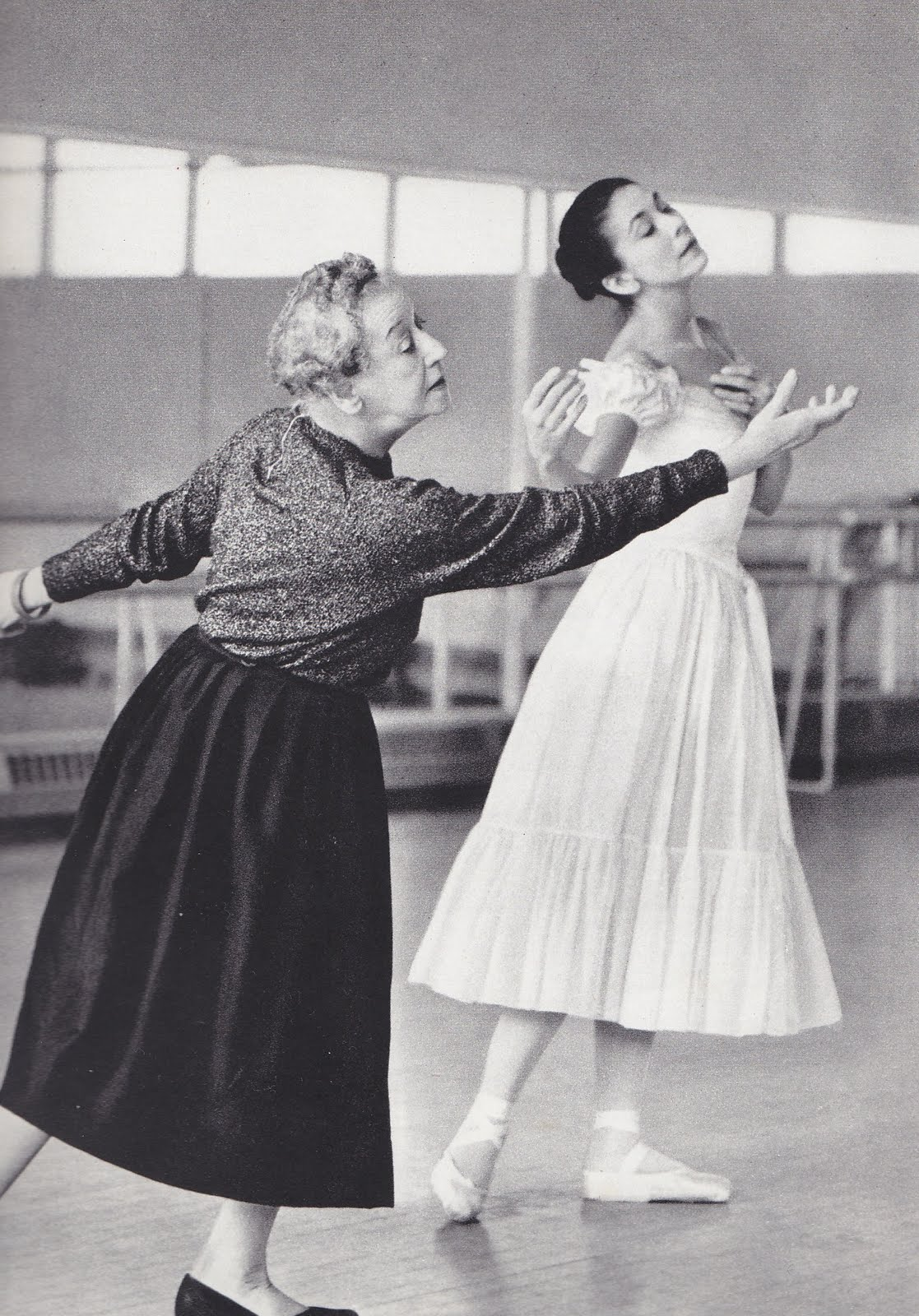
Марго Фонтейн і Тамара Карсавіна на репетиції балету «Привид троянди»

## Особисте життя
У 1955 році Фонтейн вийшла заміж за посла Панами у Великій Британії Тіто де Аріаса. Через два роки після весілля її чоловік спробував влаштувати на батьківщині невдалий політичний переворот. Тоді Марго якраз прилетіла до нього з гастролей, тому її затримали в зв'язку з причетністю до справи. На наступний день вона була випущена на свободу і депортована в Маямі. У 1965 році Тіто став жертвою замаху, після чого залишився паралізованим до кінця свого життя. Марго оплачувала всі його рахунки і доглядала за ним багато років.
Останні роки свого життя Марго Фонтейн провела на своїй фермі в Панамі. Вона померла від раку яєчників 21 лютого 1991 року. Згідно з її заповітом, була похована в одній могилі з чоловіком, якого пережила на два роки. Рудольф Нурєєв помер через рік після неї.

## Визнання
У 1954 році Марго Фонтейн була удостоєна звання Дами Великого Хреста. З 1981 по 1990 рік вона була почесним ректором Даремського університету.
У 1979 році, до 60-річного ювілею балерини, вона, за згодою королеви Єлизавети II, була нагороджена титулом прима-балерина.
У 1996 році пошта Великої Британії випустила поштову марку з її зображенням.

## Фільмографія
Фонтейн і Нурієв знімалися разом у кольоровому фільмі «Лебедине озеро» в 1967 році під керівництвом режисера Поля Ціннера. Вони також знімали свою знамениту версію «Ромео і Джульєтти» в 1966 році.
У 1989 році Фонтейн знялася в документально-біографічному фільмі «Марго Фонтейн» (The Margot Fonteyn Story).